# Jimmy Knepper

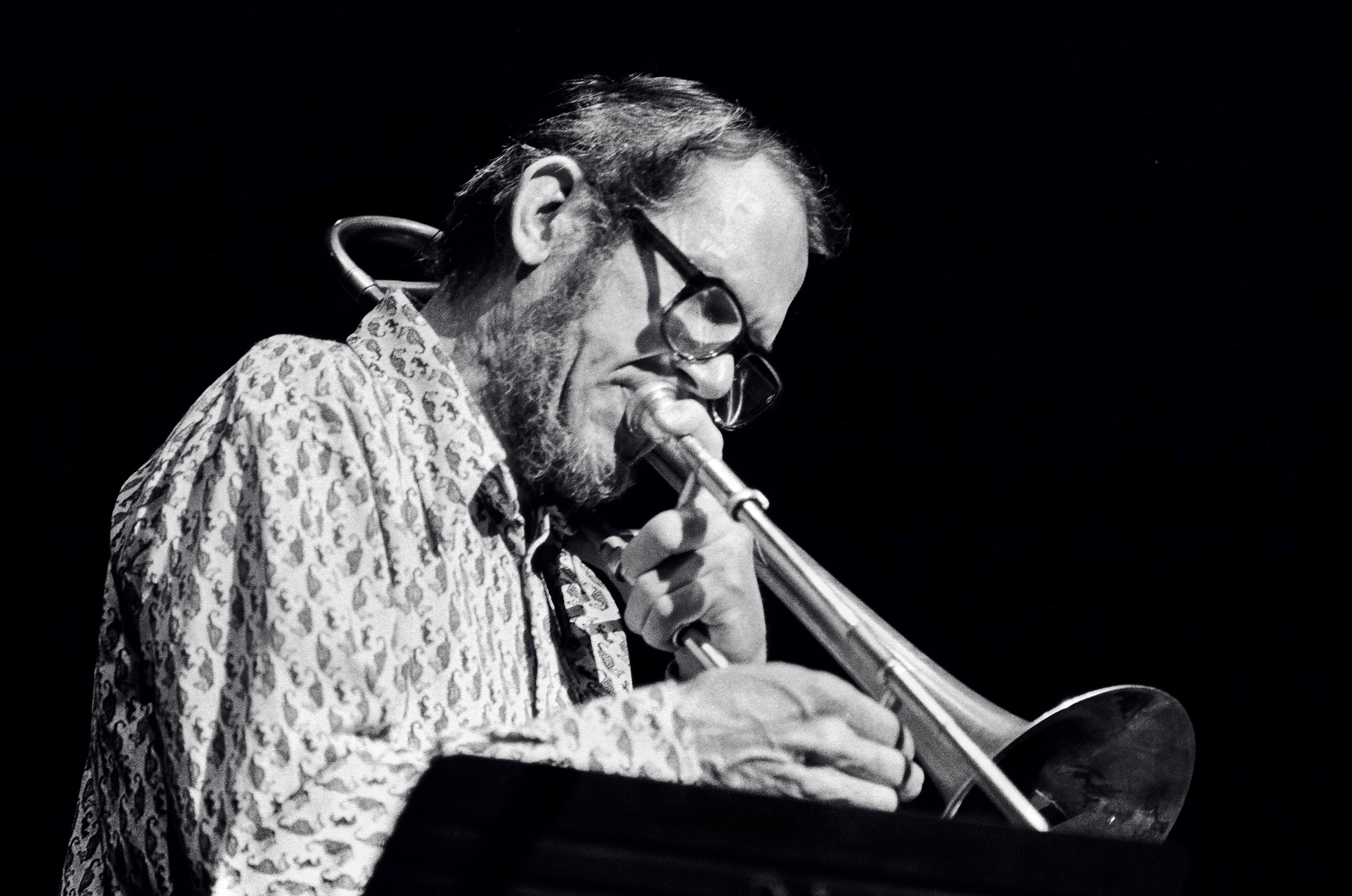
Jimmy Knepper

Jimmy Knepper (* 22. November 1927 in Los Angeles/Kalifornien als James M. Knepper; † 14. Juni 2003 in Triadelphia, Ohio County/West Virginia) war ein US-amerikanischer Jazz-Posaunist.

## Leben
Knepper erlernte das Posaunespiel als Kind und trat schon früh mit kleinen Tanzkapellen auf. Ende der 1940er und Anfang der 1950er Jahre war er Mitglied der Bands von Freddie Slack, Roy Porter, Charlie Spivak, Charlie Barnet, Woody Herman, Claude Thornhill, Charlie Parker und Stan Kenton. Von 1957 bis 1962 arbeitete er mit den verschiedenen Gruppen von Charles Mingus und war unter anderem an der Einspielung der Platten Tijuana Moods, East Coasting, Mingus Ah Um, Mingus Dynasty und Tonight at Noon beteiligt. In der gleichen Zeit arbeitete er auch mit Tony Scott, Stan Kenton und mit Herbie Mann, mit dem er 1960 eine Afrikatournee unternahm. Weiterhin spielte er bei Gil Evans, so 1960 bei Out of the Cool und 1963/64 bei den Sessions für das Album The Individualism of Gil Evans und bei Benny Goodman, den er 1962 auf einer Tournee durch die Sowjetunion begleitete. Anschließend arbeitete er in der Broadway-Show Funny Girl.
Von 1968 bis 1972 war Knepper Mitglied des Thad Jones/Mel Lewis Orchestra und trat mit dem Lee-Konitz-Nonett auf. 1977 wirkte er beim Geburtstags-Konzert von Gil Evans mit (Priestess) und arbeitete letztmals mit Charles Mingus (Cumbia & Jazz Fusion). Seit Anfang der 1980er Jahre arbeitete er auch regelmäßig als musikalischer Leiter mit der Mingus Dynasty, die das Repertoire von Mingus pflegte, bis eine Parkinson-Erkrankung seine musikalische Karriere beendete.
Jimmy Knepper war auch wesentlich an der Herausgabe der Komplett-Sammlung der Charlie-Parker-Transcriptions von Dean Benedetti auf Mosaic Records im Jahr 1990 beteiligt.

## Diskographie
- Jazz Workshop Presents: „Jimmy Knepper“, 1957[1]
- A Swinging Introduction to Jimmy Knepper, 1957 (reissue auch als Idol of Flies) mit Gene Quill, Bill Evans, Gene Roland, Bob Hammer, 1957[2]
- Pepper/Knepper Quintet, 1958
- Cunningbird mit Dannie Richmond, Al Cohn, Sir Roland Hanna, George Mraz, 1976
- Jimmy Knepper in L.A. mit Lew Tabackin, Roger Kellaway, Monty Budwig, Shelly Manne, 1977
- Tell Me... mit Dick Vennik, John Engels, Eddie Engels, Floris Nico Bunink, 1979
- Primrose Path, Hep Records, 1980
- First Place mit Bruce Forman, Mike Richmond, Billy Hart, 1982
- I Dream Too Much mit Billy Hart, John Clark, John Eckert, Sir Roland Hanna, George Mraz, 1984
- Dream Dancing mit Mel Lewis, Ralph Moore, Dick Katz, George Mraz, 1986